# Понте дел Пасо (Комо)
Понте дел Пасо је насеље у Италији у округу Комо, региону Ломбардија.
Према процени из 2011. у насељу је живело 60 становника. Насеље се налази на надморској висини од 200 м.